# Riencourt-lès-Cagnicourt
Pour les articles homonymes, voir Riencourt et Riencourt-lès-Bapaume.
Riencourt-lès-Cagnicourt est une commune française située dans le département du Pas-de-Calais en région Hauts-de-France. Ses habitants sont appelés les Riencourtois. La commune est membre de la communauté de communes Osartis Marquion.

## Géographie

### Localisation
Localisée dans le sud-est du département du Pas-de-Calais, Riencourt-lès-Cagnicourt est une commune rurale de l'Artois, située, à vol d'oiseau, à 17 km au sud-est d'Arras (aire d'attraction, chef-lieu d'arrondissement et préfecture du Pas-de-Calais). Elle est accessible par l'ancienne route nationale 356 (actuelle RD 956).
Le territoire de la commune est limitrophe de ceux de cinq communes.
Les communes limitrophes sont Cagnicourt, Bullecourt, Hendecourt-lès-Cagnicourt, Noreuil et Quéant.

### Géologie et relief
La superficie de la commune est de 4,73 km2 ; son altitude varie de 75  à   102 mètres.

### Hydrographie
La commune est située dans le bassin Artois-Picardie. Elle n'est drainée par aucun cours d'eau,.

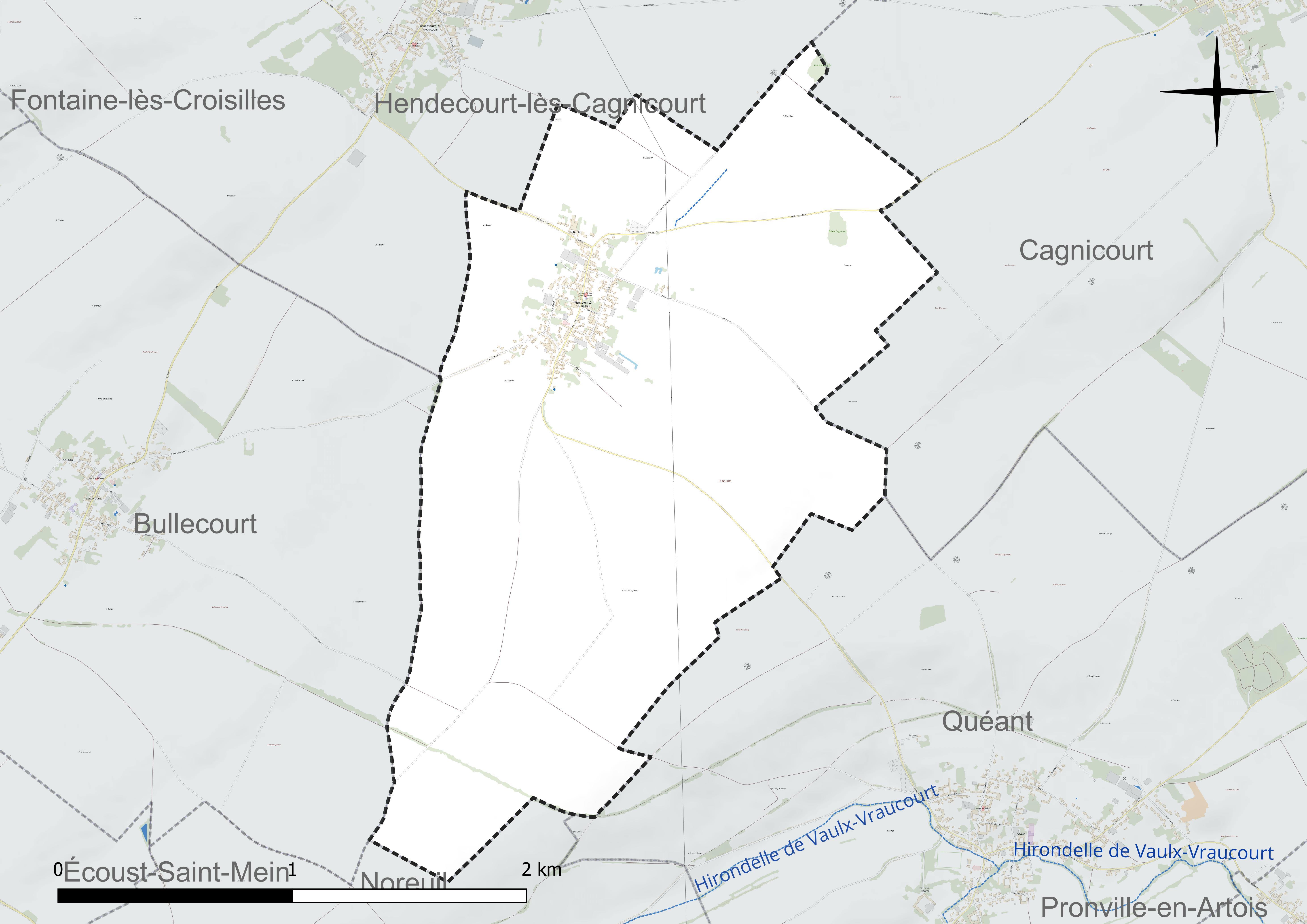
Réseau hydrographique de Riencourt-lès-Cagnicourt.

### Climat
Pour des articles plus généraux, voir Climat des Hauts-de-France et Climat du Nord-Pas-de-Calais.
En 2010, le climat de la commune est de type climat océanique dégradé des plaines du Centre et du Nord, selon une étude du Centre national de la recherche scientifique (CNRS) s'appuyant sur une série de données couvrant la période 1971-2000. En 2020, Météo-France publie une typologie des climats de la France métropolitaine dans laquelle la commune est exposée à un climat océanique et est dans la région climatique Nord-est du bassin Parisien, caractérisée par un ensoleillement médiocre, une pluviométrie moyenne régulièrement répartie au cours de l'année et un hiver froid (3 °C).
Pour la période 1971-2000, la température annuelle moyenne est de 10 °C, avec une amplitude thermique annuelle de 14,8 °C. Le cumul annuel moyen de précipitations est de 728 mm, avec 12 jours de précipitations en janvier et 8,6 jours en juillet. Pour la période 1991-2020, la température moyenne annuelle observée sur la station météorologique la plus proche, située sur la commune de Wancourt à 8 km à vol d'oiseau, est de 10,8 °C et le cumul annuel moyen de précipitations est de 711,4 mm,. Pour l'avenir, les paramètres climatiques de la commune estimés pour 2050 selon différents scénarios d'émission de gaz à effet de serre sont consultables sur un site dédié publié par Météo-France en novembre 2022.

### Paysages
Pour un article plus général, voir Paysage en France.
La commune est située dans le paysage régional des grands plateaux artésiens et cambrésiens tel que défini dans l'atlas des paysages de la région Nord-Pas-de-Calais, conçu par la direction régionale de l'Environnement, de l'Aménagement et du Logement (DREAL),. Ce paysage régional, qui concerne 238 communes, est dominé par les « grandes cultures » de céréales et de betteraves industrielles qui représentent 70 % de la surface agricole utilisée (SAU).

### Milieux naturels et biodiversité
L’Inventaire national du patrimoine naturel (INPN) recense plusieurs espèces faunistiques et floristiques sur le territoire de la commune dont certaines sont protégées et d’autres menacées et quasi-menacées.

## Urbanisme

### Typologie
Au 1er janvier 2024, Riencourt-lès-Cagnicourt est catégorisée commune rurale à habitat dispersé, selon la nouvelle grille communale de densité à sept niveaux définie par l'Insee en 2022.
Elle est située hors unité urbaine. Par ailleurs la commune fait partie de l'aire d'attraction d'Arras, dont elle est une commune de la couronne,. Cette aire, qui regroupe 163 communes, est catégorisée dans les aires de 50 000 à moins de 200 000 habitants,.

### Occupation des sols
L'occupation des sols de la commune, telle qu'elle ressort de la base de données européenne d'occupation biophysique des sols Corine Land Cover (CLC), est marquée par l'importance des territoires agricoles (93,4 % en 2018), une proportion sensiblement équivalente à celle de 1990 (93,8 %). La répartition détaillée en 2018 est la suivante : 
terres arables (93,4 %), zones urbanisées (6,6 %). L'évolution de l'occupation des sols de la commune et de ses infrastructures peut être observée sur les différentes représentations cartographiques du territoire : la carte de Cassini (XVIIIe siècle), la carte d'état-major (1820-1866) et les cartes ou photos aériennes de l'IGN pour la période actuelle (1950 à aujourd'hui).

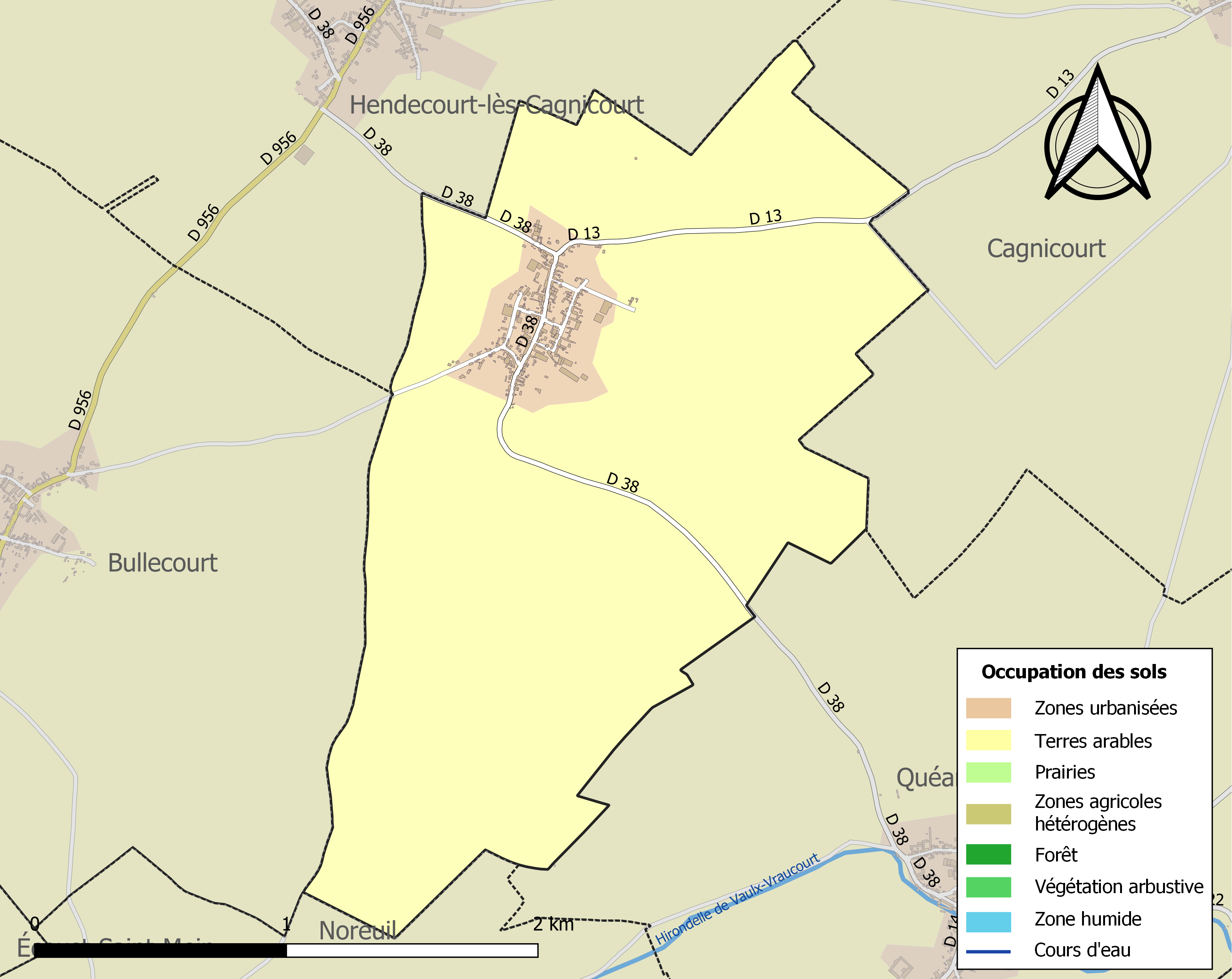
Carte des infrastructures et de l'occupation des sols de la commune en 2018 (CLC).

## Toponymie
Le nom de la localité est attesté sous les formes Radincurt en 1024 (cartulaire de Saint-Vaast, p. 60), Ryencourt en 1333 (titres et comptes d'Artois., t. 11, P 32,
no 1), Riencourt-en-Artoys en 1330-1331 (chroniques d'Artois, A. Il 9, no 5), Riencourt-lès-Hendecourt, 1720 (Saugrain, p. 337) ; Riencourt lez Hendecourt en 1793 ; Riencourt et Riencourt-lès-Cagnicourt depuis 1801.

## Histoire

### Moyen Âge et Ancien Régime
Le village, qui n'était qu'un hameau au XIe siècle, dépendait de la juridiction de St-Vaast. La seigneurie de Riencourt était divisée en trois parties qui furent aliénées au domaine royal par Louis XV. La moitié en fut vendue à un sieur Ransart d'Arras.
Robert de Flines (?-1673) est seigneur de Hautlieu (sur Riencourt-lès-Cagnicourt), de Scin (sur Laplaigne), du Petit-Fresnois (sur Molenbaix). Fils de Jean, conseiller et procureur fiscal au bailliage de Tournai-Tournaisis et d'Adrienne Desmartin, il est avocat, licencié es droits, devient procureur général, conseiller au Conseil de Flandre, puis passe conseiller au conseil souverain de Tournai, et de ce fait anobli et fait chevalier Il meurt à Tournai le 4 décembre 1673. Il épouse à Tournai dans la chapelle du couvent des Frères mineurs capucins le 23 mai 1639 Isabeau Du Chambge (1619-1680). Fille de Monsieur Maistre Noël Du Chambge, licencié es lois, bailli de Pecq, de ce fait représentant le seigneur de Pecq aux États des bailliages de Tournai-Tournaisis et de Marguerite du Bus, elle est baptisée à Tournai le 1er mars 1619 et meurt à Tournai le 24 mars 1680, à 60 ans.
En 1650, le village fut le théâtre d'un fait d'armes où deux régiments de cavalerie, trois compagnies franches et une autre du roi d'Espagne ont été entièrement défaites.
À la fin de l'Ancien Régime, le village dépendait du gouvernement d'Artois et était régi par la coutume d'Artois.
L'église paroissiale consacrée à Saint Vaast relevait du diocèse d'Arras, doyenné de Croisilles, district de Fampoux.

### Carte de Cassini
La carte de Cassini ci-dessus montre qu'au milieu du XVIIIe siècle, Riencourt était une paroisse  située à l'est du  Grand Chemin de Bapaume à Douai, aujourd'hui la route départementale 986.

Au nord, deux moulins à vent en bois, aujourd'hui disparus, étaient en activité à cette époque.

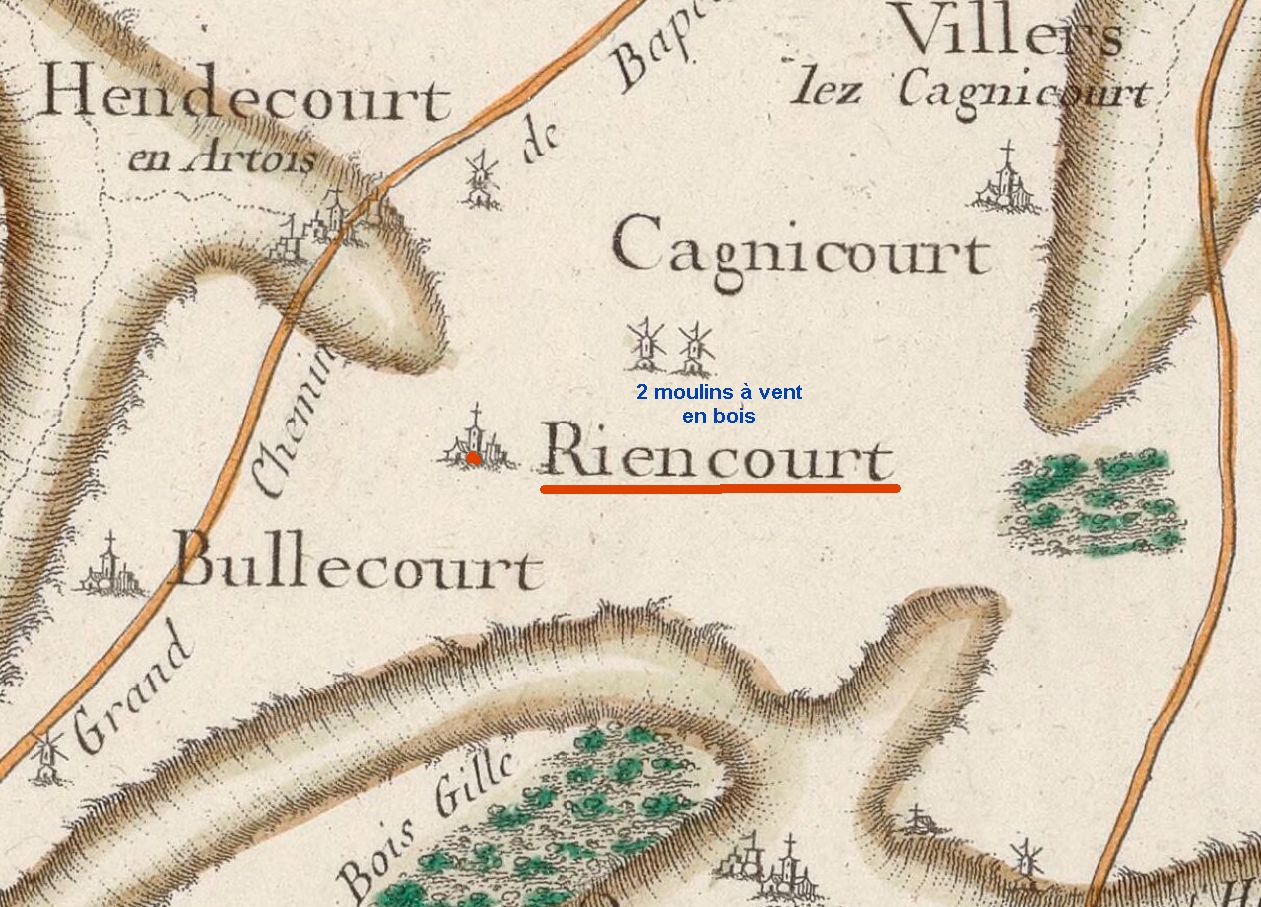
Carte de Cassini du secteur vers 1750.

### Première Guerre mondiale
Au début de la Première Guerre mondiale, le village « se composait de cent quarante-cinq maisons comportant plusieurs grosses métairies. Les bâtiments communaux étaient une église du XVIIe siècle, un presbytère, une mairie-école et des dépendances ».
Le village est considéré comme détruit à la fin de la guerre. « Pourtant, 130 personnes, hommes, femmes et enfants sont revenus [en 1919] s'installer dans ce désert où plane la mort, où la mitraille a fait rage pendant près de cinquante mois, sans arrêt. La mairie, une baraque en planches, compose avec deux ou trois autres du même genre, toutes les habitations. C'est là-dedans que vivent une centaine de personnes et une vingtaine d'enfants filles et garçons. Tout ce monde est dénué de tout vêtement, de literie, d'appareils de chauffage ». Le village est « adopté » en 1919 par la ville de Clichy,  en banlieue parisienne, pour aider à sa reconstruction,.

### Tornade de Palluel (1967)
Pour un article plus général, voir Éruption de tornades de juin 1967 en Europe.
Le 24 juin 1967, lorsque la tornade a dévasté la plus grande partie du village, les habitants n'ont pas eu peur. Ils n'en ont pas eu le temps ! Le cataclysme a été si rapide et si violent que les maisons se sont effondrées, et que les toits et les arbres ont été arrachés avant qu'on sache ce qui arrivait. Dès les premières heures après la tornade, alors que partout, pompiers, gendarmes, ambulanciers, militaires étaient déjà à l'œuvre pour les premiers secours, les premiers mouvements de solidarité se manifestaient spontanément envers les sinistrés. Cette tornade fut la classée EF5 par Keraunos (observatoire français des tornades et orages violents) soit des vents estimés à plus de 320 km/h et ce qui la met au rang de 2e tornade la plus forte de France.

## Politique et administration

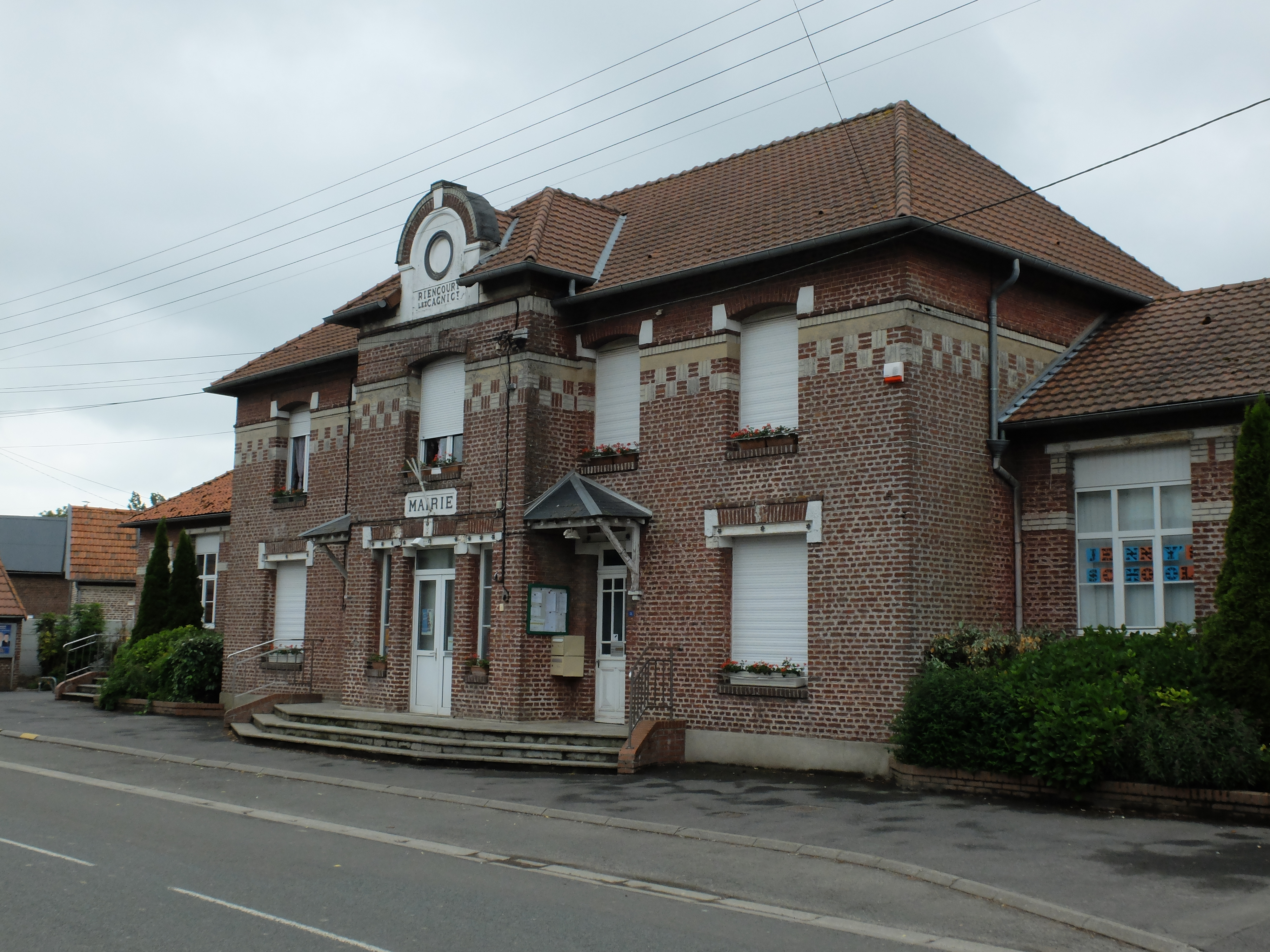
La mairie.

### Découpage territorial
La commune se trouve  dans l'arrondissement d'Arras du département du Pas-de-Calais.

#### Commune et intercommunalités
La commune faisait partie de la communauté de communes Osartis, créée fin 1999.
Dans le cadre des prescriptions de la réforme des collectivités territoriales françaises, afin d'achever la couverture intégrale du département par des intercommunalités à fiscalité propre, supprimer les enclaves et discontinuités territoriales et rationaliser les périmètres des intercommunalités, cette intercommunalité fusionne avec sa voisine, formant le 1er janvier 2014 la communauté de communes Osartis Marquion dont est désormais membre la commune. Cette communauté de communes regroupe 49 communes et totalise 42 651 habitants en 2021.

#### Circonscriptions administratives
La commune faisait partie depuis 1801 du canton de Vitry-en-Artois. Dans le cadre du redécoupage cantonal de 2014 en France, la commune est désormais rattachée au canton de Brebières.

#### Circonscriptions électorales
Pour l'élection des députés, la commune fait partie depuis 2012 de la première circonscription du Pas-de-Calais.

## Population et société

### Démographie
Les habitants sont appelés les Riencourtois.

#### Évolution démographique
L'évolution du nombre d'habitants est connue à travers les recensements de la population effectués dans la commune depuis 1793. Pour les communes de moins de 10 000 habitants, une enquête de recensement portant sur toute la population est réalisée tous les cinq ans, les populations de référence des années intermédiaires étant quant à elles estimées par interpolation ou extrapolation. Pour la commune, le premier recensement exhaustif entrant dans le cadre du nouveau dispositif a été réalisé en 2004.

En 2022, la commune comptait 249 habitants, en évolution de −6,74 % par rapport à 2016 (Pas-de-Calais : −0,72 %, France hors Mayotte : +2,11 %).
| 1793 | 1800 | 1806 | 1821 | 1831 | 1836 | 1841 | 1846 | 1851 |
| ---- | ---- | ---- | ---- | ---- | ---- | ---- | ---- | ---- |
| 456  | 439  | 474  | 529  | 624  | 631  | 625  | 635  | 625  |

| 1856 | 1861 | 1866 | 1872 | 1876 | 1881 | 1886 | 1891 | 1896 |
| ---- | ---- | ---- | ---- | ---- | ---- | ---- | ---- | ---- |
| 600  | 600  | 590  | 575  | 577  | 557  | 540  | 532  | 520  |

| 1901 | 1906 | 1911 | 1921 | 1926 | 1931 | 1936 | 1946 | 1954 |
| ---- | ---- | ---- | ---- | ---- | ---- | ---- | ---- | ---- |
| 515  | 526  | 504  | 343  | 372  | 367  | 368  | 337  | 324  |

| 1962 | 1968 | 1975 | 1982 | 1990 | 1999 | 2004 | 2006 | 2009 |
| ---- | ---- | ---- | ---- | ---- | ---- | ---- | ---- | ---- |
| 307  | 279  | 270  | 267  | 255  | 279  | 268  | 267  | 284  |

| 2014 | 2019 | 2022 | - | - | - | - | - | - |
| ---- | ---- | ---- | - | - | - | - | - | - |
| 271  | 253  | 249  | - | - | - | - | - | - |

#### Pyramide des âges
En 2018, le taux de personnes d'un âge inférieur à 30 ans s'élève à 33,6 %, soit en dessous de la moyenne départementale (36,7 %). De même, le taux de personnes d'âge supérieur à 60 ans est de 24,1 % la même année, alors qu'il est de 24,9 % au niveau départemental.
En 2018, la commune comptait 139 hommes pour 119 femmes, soit un taux de 53,88 % d'hommes, largement supérieur au taux départemental (48,50 %).
Les pyramides des âges de la commune et du département s'établissent comme suit.
| Hommes | Classe d’âge | Femmes |
| ------ | ------------ | ------ |
| 0,0    | 90 ou +      | 1,7    |
| 5,9    | 75-89 ans    | 11,1   |
| 14,7   | 60-74 ans    | 15,4   |
| 27,2   | 45-59 ans    | 23,9   |
| 15,4   | 30-44 ans    | 17,9   |
| 16,9   | 15-29 ans    | 14,5   |
| 19,9   | 0-14 ans     | 15,4   |

| Hommes | Classe d’âge | Femmes |
| ------ | ------------ | ------ |
| 0,5    | 90 ou +      | 1,6    |
| 5,6    | 75-89 ans    | 8,9    |
| 16,7   | 60-74 ans    | 18,1   |
| 20,2   | 45-59 ans    | 19,2   |
| 18,9   | 30-44 ans    | 18,1   |
| 18,2   | 15-29 ans    | 16,2   |
| 19,9   | 0-14 ans     | 17,9   |

## Culture locale et patrimoine

### Lieux et monuments
- L'église Saint Vaast.
- La chapelle de la Délivrance, détruite pendant la Première Guerre mondiale et reconstruite sur le chemin de Noreuil au début des années 1920 par la famille Canlers-Cornet. De nombreux australiens viennent commémorer leurs ancêtres disparus lors des combats du printemps 1917[34],[35].
- Le monument aux morts, dont le sculpteur est Hippolyte Lefèbvre[36].

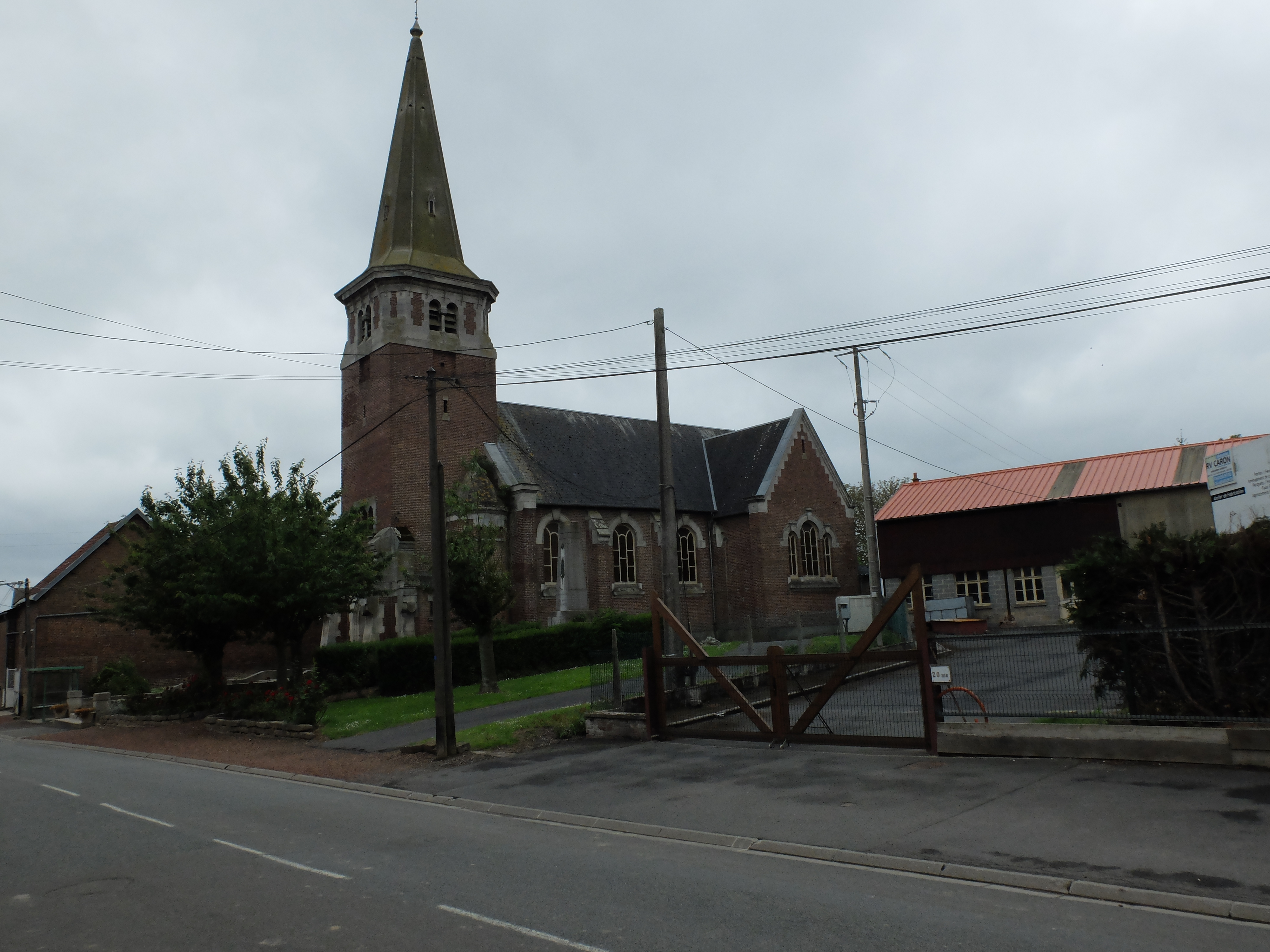
L'église Saint Vaast.
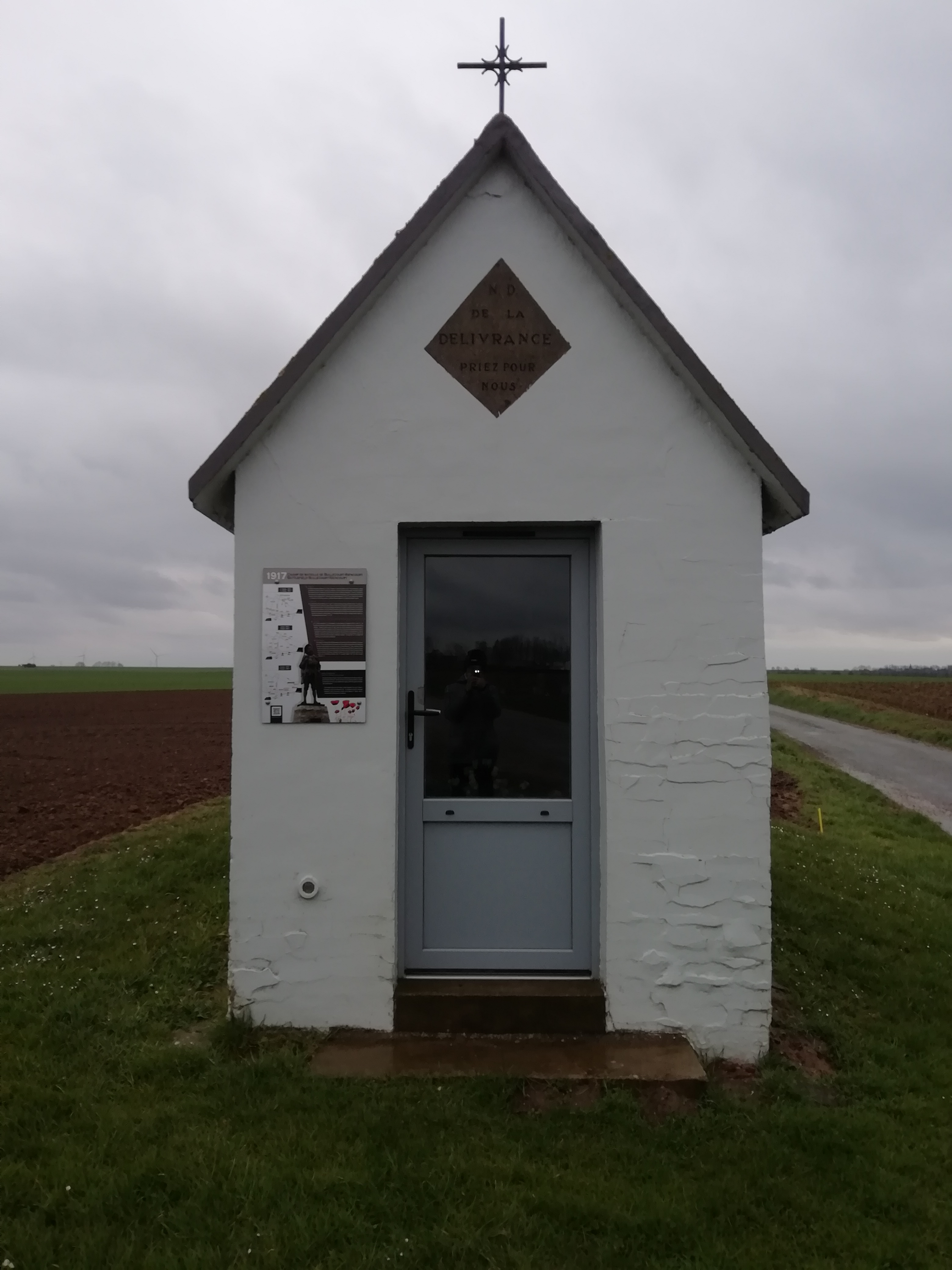
La chapelle de La Délivrance.
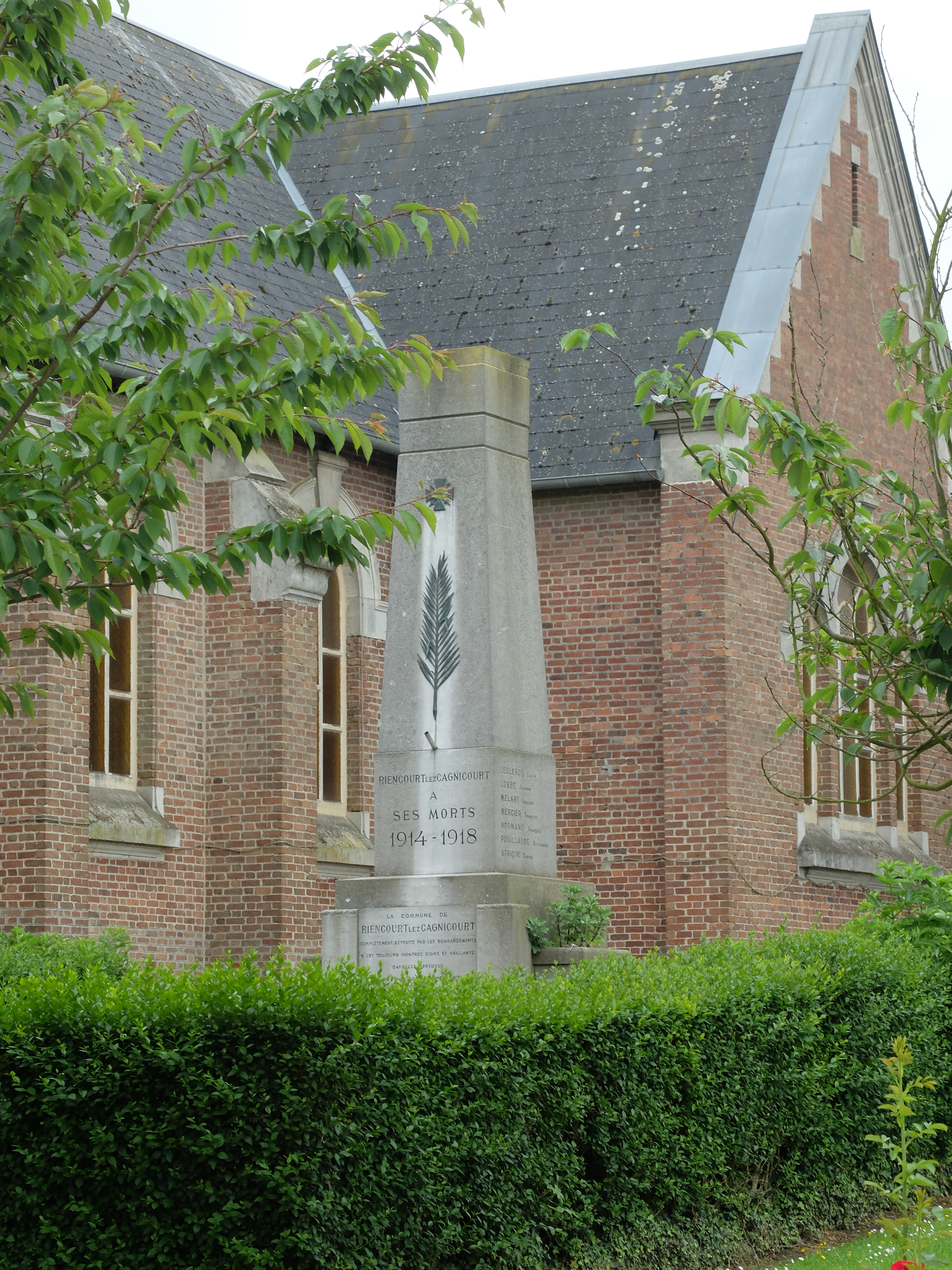
Le monument aux Morts.

### Héraldique
| Blason de Riencourt-lès-Cagnicourt | Blason  | D'or à la croix ancrée de gueules, à la bordure de sinople. Ornements extérieursCroix de guerre 1914-1918 |
| Blason de Riencourt-lès-Cagnicourt | Détails | Le statut officiel du blason reste à déterminer.                                                          |

## Pour approfondir

#### Bases de données, dictionnaires et encyclopédies
- Ressources relatives à la géographie :   - Insee (communes)
  - Ldh/EHESS/Cassini
- Ressource relative à plusieurs domaines :   - Annuaire du service public français
- Notices d'autorité :   - BnF (données)